# Michele Benedetti
Michele Benedetti   (Loreto, 17 d'octubre de 1778 - 1862) fou un baix italià, sobretot conegut pels papers rossinians.
Després d'una primerenca carrera en diversos teatres especialment al nord d'Itàlia i un període a Amsterdam, es va traslladar a Nàpols, que va convertir en el centre de les seves activitats. Aquí va cantar en l'estrena d'absoluta Calliroe de Giuseppe Farinelli el 1808 i l'estrena italiana de La Vestale de Spontini el 1811.
A Nàpols va ser el creador de molts papers de Rossini, en particular:
- Elmiro a Otello (1816);
- Idraote a Armida (1817);
- el protagonista a Mosè in Egitto (1818);
- Ircano a Ricciardo e Zoraide (1818);
- Fenicio a Ermione (1819);
- Douglas a La donna del lago (1819);
- Leucippo a Zelmira (1822).